# GX001N
GX001N (ジーエックスぜろぜろいちエヌ) は、NECインフロンティアによって開発された、ウィルコム(後に、Wireless City Planningへ移行)によるWILLCOM CORE XGP対応のPCカード型データ通信端末。

## 概要
コンシューマ向けとしては、初となるWILLCOM CORE XGP対応端末。GX000Nの後継となる。

## 仕様（テンプレート外）
- 通信速度
  - 送受信最大 20 Mbps
- 対応OS（各日本語版）
  - Windows XP Home Edition Service Pack2 以降
  - Windows XP Professional Service Pack2 以降
  - Windows Vista SP1以降（32ビット版 / 64ビット版）
  - Windows 7（32ビット版／64ビット版）については検証中
- 対応エリア（日本国内）

## 歴史
- 2009年10月1日 - 対象限定サービス利用者向けにレンタルにて配布開始。